# Napoléon vu par Abel Gance
Pour les articles homonymes, voir Napoléon (homonymie).
Pour plus de détails, voir Fiche technique et Distribution.
Napoléon ou Napoléon vu par Abel Gance est un film français réalisé par Abel Gance et sorti en 1927.
Le film retrace le parcours de Bonaparte, de 1781 à Brienne jusqu'au 16 avril 1796 alors que vient de commencer la première campagne d’Italie.
Tout en étant l'un des derniers films muets, sorti quelques mois avant l'apparition du cinéma parlant, ce film est considéré comme un chef-d'œuvre du cinéma mondial. Acclamé à sa sortie en 1927, il fait l'objet de plusieurs restaurations successives.
Il est notamment réputé pour les nombreuses innovations mises en place par Gance pour le film, parmi lesquelles les caméras montées sur des chevaux ou d'immenses balanciers, ainsi que le triptyque final.
Après seize ans de travail de la Cinémathèque française, une restauration définitive réalisée sous la direction du réalisateur et chercheur Georges Mourier, rétablissant le montage de la « Grande Version » originelle, est présentée, pour sa première partie, en préouverture du festival de Cannes 2024.

## Synopsis

### Prologue
Enfance à Brienne
Pendant l’hiver 1781, le jeune Napoléon Bonaparte (Vladimir Roudenko) est inscrit au Collège de Brienne, une école militaire pour fils de la noblesse située à Brienne-le-Château et dirigée par les Pères Minimes. Les garçons de l’école font une bataille de boules de neige organisée comme un champ de bataille. Deux brutes de cour d'école, Phélippeaux (Petit Vidal) et Peccaduc (Roblin), qui ont fait de Napoléon leur souffre-douleur, dirigent le plus gros des deux camps, tandis que Napoléon et ses alliés sont en infériorité numérique. Tous deux s'approchent discrètement de Napoléon et l'agressent à coup de cailloux cachés dans des boules de neige, le blessant au visage. Tristan Fleuri (Nicolas Koline), le servant de l'école et ami de Napoléon, avertit ce dernier d'un autre caillou dissimulé, qu'il parvient à éviter. Reprenant ses esprits, Napoléon se précipite seul vers le front ennemi et attaque les deux brutes en combat rapproché. Les Pères Minimes, qui regardent la bataille depuis les fenêtres et l'encadrure des portes, applaudissent le spectacle. Napoléon revient vers ses alliés et les encourage vigoureusement à l'attaque. Observant calmement et consciencieusement le déroulement des opérations, il évalue l'équilibre des forces et donne les ordres qui en découlent. Voyant que ses troupes sont en train de remporter la bataille, il esquisse un sourire. Il mène alors ses hommes à la charge dans un dernier assaut, au terme duquel il plante son drapeau au cœur de la base ennemie.
Les moines sortent des bâtiments de l’école pour faire la connaissance de celui qui a mené son camp à la victoire. Un jeune instructeur militaire, Jean-Charles Pichegru (René Jeanne), demande son nom à Napoléon. Celui-ci répond « Na-paille-au-nez » dans un français aux accents corses, ce qui fait rire ses camarades. Bien que Pichegru pense que Napoléon a dit « Paille-au-nez », il lui annonce qu’il accomplira de grandes choses.
En classe, alors que les élèves étudient la géographie, Napoléon est agacé par la description condescendante de la Corse faite par le professeur. Ses camarades se moquent de lui, et les deux brutes, qui sont assis de part et d'autre, lui donnent des coups. Lorsque le cours porte sur l'île de Sainte-Hélène, Napoléon se met à rêvasser.
Napoléon, qui ne se sent pas heureux dans cette école, parle de ses problèmes dans une lettre destinée à sa famille. L'une des deux brutes dénonce Napoléon auprès d'un moine, lui révélant qu'il cache des lettres dans son lit. Apprenant cela, le moine déchire la lettre, ce qui ne manque pas de mettre Napoléon en colère. Ce dernier décide alors de rendre visite à son ami Fleuri qui vit au grenier, un endroit où Napoléon aime se réfugier et où il a installé son oiseau de compagnie, un aiglon qu'un de ses oncles lui a envoyé de Corse. Après avoir affectueusement caressé l'oiseau, Napoléon s'absente pour lui chercher de l'eau. Les deux brutes profitent alors de son absence pour libérer l’oiseau. Constatant que l'aiglon n'est plus là, Napoléon court au dortoir exiger du coupable qu'il se montre, mais personne ne se dénonce. Napoléon déclare tout le monde coupable, et commence à se battre avec tous les élèves en sautant de lit en lit. Alors que la bataille fait rage, que les oreillers craquent et que les plumes virevoltent, les Pères Minimes parviennent non sans difficulté à rétablir l'ordre, saisissant Napoléon au collet et le jetant dehors, dans la neige. En pleurs, Napoléon se désole sur le fut d’un canon, puis, levant les yeux, découvre son oiseau perché sur un arbre. Il l'appelle et l’aiglon vient se poser sur le canon. Napoléon se met à le caresser et, ce faisant, laisse échapper un sourire au milieu de ses pleurs.

### Première partie
Napoléon et la Révolution française
En 1792, la ferveur révolutionnaire bat son plein dans la grande salle du Club des Cordeliers, alors que des centaines de membres y attendent le début d’une réunion. Les meneurs du groupe, Georges Danton (Alexandre Koubitzky), Jean-Paul Marat (Antonin Artaud) et Maximilien Robespierre (Edmond van Daële), s'entretiennent entre eux. Camille Desmoulins (Robert Vidalin), secrétaire de Danton, interrompt ce dernier pour lui faire part d'un chant nouvellement publié, intitulé « La Marseillaise ». Les paroles ont été écrites par un jeune capitaine de l’armée, Claude Joseph Rouget de Lisle (Harry Krimer), qui a également apporté le chant au club. Danton lui demande de leur apprendre le chant. On distribue la partition, et les membres du club commencent à chanter, redoublant d'enthousiasme à chaque nouveau couplet. Se tenant à l'écart de la foule, Napoléon (Albert Dieudonné), devenu jeune lieutenant de l’armée, remercie de Lisle en lui disant : « Votre hymne nous économisera de nombreux canons. » 
Alors qu'il vient d'essuyer une éclaboussure dans une ruelle de Paris, Napoléon se fait remarquer par Joséphine de Beauharnais (Gina Manès) et Paul Barras (Max Maxudian) au moment où ceux-ci descendent d'une voiture et s'apprêtent à pénétrer dans la demeure de Mademoiselle Lenormand (Carrie Carvalho), la diseuse de bonne aventure. À l’intérieur, Lenormand annonce exaltée à Joséphine que la chance l'a désignée de manière inouïe comme future reine.
Dans la nuit du 10 août 1792, Napoléon, de son appartement, observe la foule qui défile dans la rue. Le peuple, armes à la main, se promène avec des têtes plantées sur des piques. Des révolutionnaires grimpent au balcon du logement de Napoléon pour pendre un homme. Effrayé, Bonaparte hésite à se servir de son arme pour se défendre. Puis, voyant la déclaration des Droits de l'Homme placardée au mur, il la compare aux excès et aux violences dont il vient d'être témoin, et rit aux éclats face à cette contradiction. Napoléon comprend à cet instant que son destin sera celui de remettre de l’ordre, tandis que le chaos et les débordements gagnent la Révolution.
Au même moment, Louis XVI et Marie-Antoinette se trouvent à la Convention nationale, où le roi tente de s'expliquer et de convaincre l'assemblée. En vain, car il est renversé. Comprenant sa situation, il se met à pleurer.
La foule en liesse se rend à une forge où se trouve Danton qui harangue la foule. Pendant qu'un forgeron martèle le fer, Danton se saisit d'un fer à cheval et le brise en deux ; c'est ainsi qu'il veut briser la monarchie. Il entre alors dans une phase de délire durant laquelle il est rejoint par la foule, séduite par l'orateur.
Napoléon, en permission de l’armée Française, se rend en Corse avec sa sœur, Élisa (Yvette Dieudonné). Ils sont accueillis par leur mère, Letizia Buonaparte (Eugénie Buffet) et le reste de leur famille dans leur maison d’été aux Milelli. Le berger Santo-Ricci (Henri Baudin) interrompt les heureuses retrouvailles pour annoncer à Napoléon une mauvaise nouvelle : Pasquale Paoli (Maurice Schutz) envisage de céder l’île aux Britanniques. Napoléon déclare son intention de tout faire pour s'y opposer.
Alors qu'il revisite à cheval les lieux de son enfance, Napoléon s’arrête dans les jardins des Milelli où il se pose la question de ce qu'il doit faire : se retirer des événements pour protéger sa famille, où au contraire se lancer corps et âme dans l'arène politique. Plus tard, dans les rues d’Ajaccio, Pozzo di Borgo (Acho Chakatouny) incite les habitants à exécuter Napoléon pour s’être opposé à Paoli ; ceux-ci décident alors de cerner la demeure des Buonaparte. Napoléon, debout devant sa porte, toise les citadins du regard, et ces derniers se dispersent en silence. Paoli signe un arrêt de mort, mettant la tête de Napoléon à prix.
Les frères de Napoléon, Lucien (Sylvio Cavicchia) et Joseph (Georges Lampin), partent à Calvi pour voir si les autorités françaises peuvent intervenir. Napoléon se retrouve dès lors seul face au danger ; il se rend dans une auberge où les clients parlent politique. Certains soutiennent les Britanniques, d'autres les monarchies italiennes. Napoléon s'avance vers eux et déclare : « Avec moi, notre patrie… c'est la France ! » Ses arguments captivent son public quand soudain, di Borgo pénètre dans l'auberge accompagné par les gendarmes. Napoléon parvient à échapper à la capture et prend la fuite à cheval, poursuivi par di Borgo et ses hommes.
À l’étage de la mairie d’Ajaccio, un conseil déclare la guerre à la France alors même que le drapeau tricolore flotte devant la fenêtre. Napoléon escalade le balcon et décroche le drapeau, criant au conseil, « Il est trop grand pour vous ! » Les hommes déchargent leurs pistolets sur Napoléon, mais le ratent, tandis qu'il s’enfuit sur son cheval.
Di Borgo, ayant pris Napoléon en chasse, tend une corde à travers une route que ce dernier est sur le point d'emprunter. Alors que son cheval s'en approche à toute allure, Napoléon dégaine son sabre et coupe la corde au dernier moment. Continuant sur sa lancée, il atteint la côte au niveau de la tour génoise de Capitello, où l'attend une petite embarcation. Il abandonne son cheval et monte dans le bateau. Découvrant qu’il n’a ni rames ni voile, il déploie le drapeau Français et l’utilise comme voile. Il est alors entraîné au large.
Pendant ce temps, réunis à la Convention à Paris, les Girondins majoritaires perdent face aux Montagnards composés de Robespierre, Danton, Marat et leurs partisans. Robespierre demande que tous les Girondins soient inculpés (au même moment, le bateau de Napoléon est assailli par des vagues toujours plus fortes). Les Girondins cherchent à gagner la sortie mais en sont repoussés. (Une tempête ballotte Napoléon d’avant en arrière dans son embarcation.) La salle de réunion est tout entière emportée par l'affrontement entre Girondins et Montagnards. (Napoléon, résolu à échapper au naufrage, écope l’eau pour empêcher son bateau de plus en plus secoué de couler.) 
Plus tard, alors que la mer a repris son calme, la frêle embarcation est aperçue par Lucien et Joseph Buonaparte, qui se trouvent tous deux à bord d’un navire français, Le Hasard. Celui-ci dévie de sa course pour lui porter secours et, s'en approchant, y découvre Napoléon étalé de tout son long, inconscient, le drapeau français bien serré entre les mains. A son réveil, Napoléon ordonne au navire de s'arrêter dans une crique corse où la famille Buonaparte est secourue. Le navire part pour la France avec à son bord une future reine, trois futurs rois et le futur empereur des français.
Le navire de guerre britannique HMS Agamemnon aperçoit Le Hasard, et un jeune officier du nom de Horatio Nelson (Olaf Fjord), demande à son capitaine s’il est autorisé à tirer sur le navire ennemi et le couler. Le commandant rejette la demande, arguant que la cible n'est pas assez importante pour gaspiller de la poudre. Alors que Le Hasard s’éloigne, un aigle s’envole vers les Buonaparte et se pose sur le mât du navire.
Deux mois plus tard, le général Jean-François Carteaux (Léon Courtois), aux commandes d'un bataillon français, assiège, sans succès, la rade de Toulon, tenu par 20 000 soldats anglais, espagnols et italiens. Le capitaine Napoléon Bonaparte, affecté à la section d’artillerie, est consterné par le manque de discipline dans les rangs français. Il rencontre Carteaux dans une auberge gérée par Tristan Fleuri, l'ancien serviteur de Brienne. Il tente de conseiller Carteaux sur la meilleure façon d’engager l’artillerie contre Toulon, mais Carteaux le traite avec dédain. L'auberge est alors touchée par un tir d'artillerie ennemie, ce qui disperse les officiers. Napoléon reste sur place pour étudier une carte de Toulon, tandis que le jeune fils de Fleuri, Marcellin, l'imite avec son chapeau et son épée. La fille de Fleuri, la belle Violine Fleuri (Annabella), quant à elle, admire Napoléon en silence.
Le général Jacques François Dugommier (Alexandre Bernard) remplace Carteaux et demande à Napoléon d'intégrer la planification des opérations. Un peu plus tard, constatant qu'un canon est en train d'être retiré d'une fortification, Napoléon ordonne qu'il y soit immédiatement remis. Il fait tirer sur l’ennemi, et fait connaître la position qu'il défend comme étant la « batterie des hommes sans peur ». Sentant leur moral revigoré, les soldats français se rallient autour de Napoléon. Dugommier nomme Napoléon au poste de commandant en chef de l’artillerie.
Les troupes françaises sous les ordres de Napoléon se préparent à une attaque de nuit. Le vétéran Moustache (Henry Krauss) raconte à Marcellin, âgé de 7 ans et désormais batteur, que l’héroïque Joseph Agricol Viala, batteur lui aussi, avait 13 ans lorsqu’il fut tué au combat. Marcellin s'enhardit : il espère qu'il lui reste encore six ans à vivre. Napoléon lance l'assaut alors que la pluie tombe et que le vent souffle fort. Du fait d'un revirement, Antoine Christophe Saliceti (Philippe Hériat) qualifie la stratégie de Napoléon de faute grave. Par conséquent, Dugommier ordonne à Napoléon de cesser l'attaque, mais celui-ci parvient à convaincre Dugommier de revenir sur sa décision, et l'assaut est maintenu, qui débouchera sur une victoire malgré les avertissements de Saliceti. Les batteries anglaises sont prises l'une après l'autre au terme de sanglants combats au corps-à-corps, tandis que les éclairs font rage et que la pluie bat son plein.
En raison de l'avance des Français, l’amiral anglais Samuel Hood (W. Percy Day) ordonne que la flotte française amarrée soit incendiée avant que les troupes françaises ne puissent reprendre les navires. Le lendemain matin, Dugommier, qui souhaite promouvoir Napoléon au grade de brigadier-général, trouve ce dernier endormi, épuisé par les événements de la veille. Battant des ailes, un aigle vient se percher sur un arbre à côté de Napoléon.

### Deuxième partie
En juillet 1793, Charlotte Corday (Marguerite Gance), une Girondine fanatisée, rend visite à Marat chez lui et le tue avec un couteau.
S'étant senti humilié à Toulon, Saliceti veut faire passer Napoléon en jugement. Robespierre souhaite, quant à lui, lui offrir le commandement militaire de Paris, ajoutant que s’il refuse, il sera jugé.
Robespierre, soutenu par Georges Couthon (Louis Vonelly) et Louis Antoine de Saint-Just (Abel Gance), condamne Danton à mort. Danton est emmené à la guillotine, la charrette qui l'y conduit passant sous les fenêtres de l'appartement de Robespierre. La foule demande la « grâce pour Danton ». Robespierre observe la scène derrière des volets. Danton se lève et s'adresse à celui qui l'a fait condamner en ces termes prophétiques : « Robespierre, tu me suivras ». Puis, s'adressant au bourreau, il dit : « N'oublie pas de montrer ma tête au peuple, elle en vaut bien la peine ».
Saint-Just emprisonne Joséphine aux Carmes, où elle est réconfortée par le général Lazare Hoche (Pierre Batcheff). Fleuri, désormais geôlier, demande l’exécution de « De Beauharnais » : à ce moment-là, l’ex-mari de Joséphine, Alexandre de Beauharnais (Georges Cahuzac), se lève, prêt à accepter son sort. Ailleurs, Napoléon est également emprisonné pour avoir refusé de servir sous Robespierre. Il en profite pour réfléchir sur l'éventualité de la construction d'un canal à Suez, pendant que Saliceti le raille, du fait qu'il n'essaie même pas de préparer une défense.
Aux côtés de ses proches, dans son appartement, Robespierre médite sur les mots de Danton à son sujet. Il comprend que lui aussi sera condamné tôt ou tard.
Dans une salle d’archives remplie des dossiers des condamnés, les commis Bonnet (Boris Fastovich-Kovanko) et La Bussière (Jean d’Yd) travaillent secrètement avec Fleuri pour détruire, en les mangeant, certains dossiers, dont ceux de Napoléon et Joséphine.
Pendant ce temps, à la Convention, le 9 Thermidor, Violine et son petit frère Marcellin observent depuis les galeries. Des voix s’élèvent contre Robespierre et Saint-Just. Jean-Lambert Tallien (Jean Gaudrey) menace de tuer Robespierre avec un poignard. Violine, quant à elle, a prévu d'assassiner Saint-Just à l'aide de son pistolet, mais se ravise. Malgré un émouvant discours de la part de Saint-Just cherchant à justifier les excès de la Terreur, la Convention met en arrestation les Montagnards.
De retour aux archives, les commis de prison reçoivent les dossiers de ceux qui doivent être exécutés par guillotine : Robespierre, Saint-Just et Couthon.
Joséphine et Napoléon sont libérés de leurs prisons respectives. Napoléon décline la proposition du général Aubry de commander l’infanterie dans la guerre en Vendée sous les ordres du général Hoche, expliquant qu'il refuse de combattre des Français alors que 200 000 étrangers menacent le pays. En guise de punition pour avoir refusé cet honneur, il reçoit un poste mineur dans une unité de cartographie. Il élabore des plans pour une invasion de l’Italie. À Nice, le général Schérer (Alexandre Mathillon), après avoir vu les plans, se met à rire, considérant le projet comme stupidement imprudent. Les plans sont réexpédiés vers Napoléon, qui s'en sert pour couvrir une fenêtre cassée de l'appartement misérable qu’il partage avec le capitaine Marmont (Pierre de Canolle), le sergent Junot (Jean Henry) et l’acteur Talma (Roger Blum). Napoléon et Junot se rendent compte du contraste ambiant entre les pauvres de la rue, victimes du froid et de la faim, et les maisons des riches.
Joséphine convainc Barras de suggérer à la Convention que Napoléon est le meilleur homme pour réprimer un soulèvement royaliste. Le 3 octobre 1795, Napoléon accepte et fournit 800 canons pour la défense. À la demande de Napoléon, le major Joachim Murat (Genica Missirio) réquisitionne une partie de ces canons pour combattre les royalistes. Di Borgo tire sur Napoléon, mais rate son coup, et est lui-même blessé par la décharge accidentelle du mousquet de Fleuri. Saliceti, déguisé, cherche à fuir mais en est empêché. Napoléon décide de relâcher Saliceti et di Borgo. Joseph Fouché (Guy Favières) dit à Joséphine que le bruit des combats, c'est Napoléon qui « rentre à nouveau dans l'histoire ». Fort de son succès et célébré de toutes parts, Napoléon est nommé général en chef de l’armée de l’intérieur.
Un bal des victimes a lieu aux Carmes, la prison où Joséphine a été détenue. Pour amuser les participants, Fleuri reconstitue, en bon tragédien, l'appel du bourreau avant les exécutions. La beauté de Joséphine est remarquée par Thérésa Tallien (Andrée Standard) et Madame Juliette Récamier (Suzy Vernon), et elle fascine également Napoléon. Alors qu'il vient de battre Hoche aux échecs, Joséphine l'observe et commence à le faire tomber sous le charme. Les danseuses du bal perdent progressivement toute retenue lorsque les jeunes femmes se mettent à danser à moitié nues.
Dans son bureau de l'armée, Napoléon annonce à Eugène de Beauharnais (Georges Hénin), âgé de 14 ans, qu’il peut garder l’épée de son père, qui a été exécuté. Le lendemain, Joséphine vient, avec Eugène, remercier Napoléon de la gentillesse dont il a fait preuve envers son fils unique. Les officiers de l’état-major attendent pendant des heures, tandis que Napoléon essaie maladroitement d'exprimer les sentiments qu'il éprouve pour Joséphine. Plus tard, Napoléon s'entraîne aux jeux de la séduction sous la direction de son vieil ami Talma, l’acteur. Il rend visite à Joséphine tous les jours. Violine souffre grandement de constater que Napoléon ne s'intéresse guère plus à elle. En échange de son accord pour épouser Napoléon, Joséphine exige de Barras qu’il nomme Napoléon à la tête de l’armée française d’Italie. Tout occupé à jouer avec les enfants de Joséphine, Napoléon manque de peu de croiser Barras dans la demeure de cette dernière. Joséphine engage Violine comme servante.
Napoléon projette d’envahir l’Italie, et souhaite épouser Joséphine le plus rapidement possible avant son départ. Les préparatifs vont bon train, précipités par les événements. Le jour du mariage, le 9 mars 1796, Napoléon a deux heures de retard. On le trouve dans sa chambre en train de préparer la campagne d'Italie. La cérémonie de mariage se déroule à la hâte. Le soir, Violine et Joséphine se préparent toutes les deux pour le lit conjugal. Violine prie devant un autel à l'effigie de Napoléon. Joséphine et Napoléon commencent à s'enlacer sur le lit, tandis que dans la chambre d'â côté, Violine embrasse une figure représentant Napoléon qu'elle a confectionnée à partir d'une poupée.
Juste avant de quitter Paris, Napoléon se rend dans la salle vide de la Convention pendant la nuit, et y voit les esprits de ceux qui ont enclenché la Révolution. Les fantômes de Danton et de Saint-Just s'adressent à Napoléon, lui demandant des comptes sur ce qu'il prévoit de faire pour la France. Tous les esprits entament ensuite La Marseillaise.
Quarante-huit heures seulement après son mariage, Napoléon quitte Paris à bord d'un carrosse à destination de Nice. Il écrit des dépêches et des lettres à l'intention de Joséphine. À Paris, pendant ce temps, Joséphine et Violine prient devant l'autel consacré à Napoléon.
Napoléon se rend en vitesse à cheval à Albengue, où il y trouve des officiers amers et des soldats affamés. Il exige de passer les troupes en revue. Celles-ci répondent rapidement à l'appel, impressionnées par la présence de Napoléon, dont ils espèrent gagner le respect par leur tenue. Fleuri, devenu soldat, tente de se faire remarquer par Napoléon mais n'y parvient pas. L’armée d’Italie se sent revigorée par un esprit combatif. Afin de les motiver pour la campagne italienne à venir, Napoléon leur parle de « l’honneur, la gloire et la richesse » qu'ils obtiendront en cas de victoire. Les forces françaises, sous-alimentées et mal équipées, s'avancent vers Montenotte et prennent la ville. Leur progression continue, qui emmène Napoléon jusqu'à Montezemolo. Alors qu’il contemple les Alpes, des visions lui parviennent, lui montrant de futures armées et batailles, ainsi que le visage de Joséphine. Les troupes françaises continuent leur avancée triomphale, tandis que sur leur chemin se dessine la vision d'un aigle, la vision du drapeau français bleu, blanc et rouge flottant devant eux.

## Fiche technique
- Titre original et francophone : Napoléon vu par Abel Gance (version initiale)
- Réalisation et scénario : Abel Gance
- Assistants réalisateurs : Victor Tourjanski, Henry Krauss, Henri Andréani, Anatole Litvak, Alexandre Volkoff et Georges Lampin (non crédité)
- Musique de la version initiale de 1927 : Arthur Honegger
  - Musique additionnelle pour la version de 1935 : Henri Verdun
  - Musique additionnelle pour la version de 1981 : Carmine Coppola
  - Musique additionnelle pour la version de 1981 : Carl Davis
  - Musique additionnelle pour la version de 1992 : Marius Constant
  - Musique additionnelle pour la version de 2024 : Simon Cloquet-Lafollye[3]
- Chef décorateur : Alexandre Benois et Henri Ménessier
- Décors : Serge Piménoff, Pierre Schildknecht, Ivan Lochakoff, Eugène Lourié, Georges Jacouty, Vladimir Meingard
- Photographie : Jules Kruger, Léonce-Henri Burel, Roger Hubert, Georges Lucas, Joseph-Louis Mundwiller, Fédor Bourgassoff, Nicolas Toporkoff, Émile Pierre (sous réserves)
- Montage original : Marguerite Beaugé ; Abel Gance
  - Montage de 1971 : Henri Rust
- Maquillage : Boris de Fast
- Effets spéciaux : W.Percy Day ; Eugen Schüfftan ; Segundo de Chomón
- Production : Abel Gance
- Société de production : Société générale des films
- Société de distribution : Gaumont (Europe)
- Pays de production :  France
- Format : noir et blanc (teinté)- 35 mm ratio : 1,33 : 1 - 3 x 35 mm ratio : 3,99:1 (Polyvision) - Muet[4]
- Genre : historique
- Durée : 
  - Montage d'origine dit "Grande Version" (restaurée par Georges Mourier pour la Cinémathèque française) : 425 minutes
  - Version courte dite "Opéra" : 195 minutes
  - Restauration de Kevin Brownlow de 2000 : 330 minutes
- Dates de sortie :
  - France : 7 avril 1927 (sortie nationale) ; 10 juillet 2024 (sortie nationale)
- Affiches : Duccio Marvasi, René Péron (France)

## Distribution
- Albert Dieudonné : Napoléon Bonaparte
- Eugénie Buffet : Letizia Bonaparte
- Gina Manès : Joséphine
- Harry Krimer : Rouget de Lisle
- Edmond van Daële : Maximilien Robespierre
- Alexandre Koubitzky : Danton
- Antonin Artaud : Marat
- Pierre Batcheff : Lazare Hoche
- Max Maxudian : Paul Barras
- Abel Gance : Saint-Just
- Annabella : Violine Fleuri
- Nicolas Koline : Tristan Fleuri
- Suzanne Bianchetti : Marie-Antoinette
- Louis Sance : Louis XVI
- Vladimir Roudenko : Napoléon Bonaparte enfant
- Acho Chakatouny : Pozzo di Borgo
- Henri Baudin : Santo Ricci
- Philippe Hériat : Christophe Saliceti
- Grégoire Metchnikoff : Augereau
- Henri Beaulieu : Beaumarchais
- Léo Courtois : Carteaux
- Pierre Danis : Muiron
- Daniel Mendaille : Fréron
- Guy Favières : Joseph Fouché
- Roger Blum : Talma
- Sylvio Cavicchia : Lucien Bonaparte
- Georges Lampin : Joseph Bonaparte
- Marguerite Gance : Charlotte Corday
- Damia : La Marseillaise
- Paul Amiot : Fouquier-Tinville
- Armand Bernard : Jean-Jean
- Jean Henry : Junot
- Génica Missirio : Murat
- Philippe Rolla : Masséna
- Suzy Vernon : Madame Récamier
- Georgette Sorelle : Madame Élisabeth
- Francine Mussey : Lucile Desmoulins
- Yvette Dieudonné : Élisa Bonaparte
- Pierrette Lugan : Caroline Bonaparte
- Simone Genevois : Pauline Bonaparte
- Andrée Standard : Madame Tallien
- Mony Thomassin : Madame Royale
- Lise Carvalho : Mademoiselle Lenormand
- Janine Pen : Hortense de Beauharnais
- Florence Talma : Louise Gely
- Noëlle Mattô : Albertine Marat
- Blanche Beaume : la servante de Marat
- Robert Gulbert : le sergent Le Marois
- Henry Krauss : le capitaine Moustache
- Henry Bonvallet : le général Menou
- Robert de Ansorena : le capitaine Desaix
- Georges Cahuzac : le vicomte Alexandre de Beauharnais
- Alexandre Bernard : Collot d'Herbois / Dugommier
- Raphaël Liévin : Fabre d'Églantine
- Jean d'Yd : La Bussière
- Roger Blin : Calmelet
- Robert Vidalin : Camille Desmoulins
- Serge Freddy-Karl : Marcellin Fleuri
- Roger Chantal : Jérôme Bonaparte
- Jean Rauzéna : Louis Bonaparte
- Maurice Schutz : Pascal Paoli
- Louis Vonelly : André Chénier
- François Viguier : Georges Couthon
- Conrad Veidt : le marquis de Sade
- Robert Arnoux
- Camille Beuve : le docteur Guillotin
- W. Percy Day : l’amiral Samuel Hood
- Olaf Fjord : le capitaine Horatio Nelson
- Claude Bénédict : Cromwell
- Albert Bras : Monge
- Émile Engeldorff
- Félix Guglielmi
- Fabien Haziza
- Georges Hénin
- Jean Jacquinet
- Léon Larive
- Ernest Maupain
- Laurent Morléas
- Marcel Pérès
- Maguy Pironet
- Jack Rye
- Jean Tissier
- Adrien Caillard

Et parmi les interprètes de la version remontée et sonorisée de 1935 (intitulée Napoléon Bonaparte) mais n'apparaissant pas dans celle de 1927 :
- Marjolaine : Théroigne de Méricourt
- Vladimir Sokoloff : Tristan Fleury
- José Squinquel : Stendhal
- Marcel Delaître : Capucine
- Edy Debray
- Jane Marken
- Georges Paulais
- Rivers Cadet
- Armand Lurville

## Production

### Genèse et développement
Abel Gance voulait rendre hommage à l'Empereur en lui consacrant une fresque à la mesure de l'épopée. C'est pourquoi il entreprit, non pas un film, mais huit épisodes (d'autres sources en évoquent six ou sept) : 
1. La Jeunesse
2. Vendémiaire ou La Terreur
3. Arcole
4. Les Pyramides
5. Austerlitz
6. La Bérézina
7. Waterloo
8. Sainte-Hélène

Il pensa à ce projet dès 1921, après avoir vu Naissance d'une nation de D. W. Griffith, et s'en entretint avec lui lors d'un déplacement aux États-Unis. Il voulait Ivan Mosjoukine dans le rôle principal, mais celui-ci refusa, ne pouvant se consacrer exclusivement aux deux ans que demanderait la réalisation de cette fresque,.
Cependant, à la suite de la faillite en cours de tournage de son principal bailleur de fonds, le financier allemand Hugo Stinnes, Gance dut revoir ses prétentions à la baisse et se borner à réaliser le premier film seulement, gardant l'espoir de pouvoir tourner plus tard la suite de son projet dans sa globalité.
Malgré les présentations triomphales de ce premier film en France (à l'étranger, le sonore concurrença lourdement le film), Gance ne parvint jamais à achever l'ensemble de son immense projet, les financiers se désistant à cause du coût exorbitant. Le film coûta 17 millions de francs, alors que le coût qui avait été envisagé pour la totalité de la fresque était de 20 millions. Le montage, variant de quatre à neuf kilomètres de pellicules (voire la version de travail Apollo de treize kilomètres) surpassa largement la durée limite fixée par les producteurs.
Il vendit son scénario Napoléon à Sainte-Hélène au cinéaste allemand Lupu Pick qui le réalisa en 1929.
En 1960, Gance tourna en Yougoslavie un Austerlitz qui peut en être considéré comme le troisième volet, même si on ne saurait y retrouver le souffle initial.

### Aspects techniques
Au-delà de l'ampleur du sujet abordé, Napoléon est aussi resté dans l'histoire du cinéma pour son approche narrative et technique novatrice. Vingt-cinq ans avant les autres tentatives de format large (Cinérama, CinemaScope), Abel Gance met en œuvre trois caméras projetant sur trois écrans, permettant ainsi différents effets, :
- une image d'une largeur trois fois supérieure au format habituel par juxtaposition ;
- la répétition de la même image sur les trois écrans ;
- la projection de trois points de vue d'une même scène (procédé préfigurant le split screen) ;
- l'obtention d'une symétrie par inversion de l'image latérale.

Abel Gance a d'ailleurs dit de cette technique, qu'il nomme « Polyvision » : « Dans certains plans de Napoléon, j'ai superposé jusqu'à seize images, elles tenaient leur rôle "potentiel" comme cinquante instruments jouant dans un concert. Ceci m'a conduit à la polyvision ou triple écran présentant à la fois plusieurs dizaines d'images. La partie centrale du triptyque, c'est de la prose et les deux parties latérales sont de la poésie, le tout s'appelant du cinéma[réf. nécessaire]. »
Pour la bataille de boules de neige à Brienne, Gance arrache l'appareil de prises de vue de son support fixe qui le clouait au sol, et l'attache par des courroies sur la poitrine d'un opérateur. Cela lui permet d'intervenir dans la bataille comme un des combattants.
Ces effets permettent au réalisateur de souligner les exploits et de renforcer le côté « patriotique » du film (en particulier avec les vues de batailles) dans une vision plus épique, voire mythique, qu'historique des événements. Mais plus que la technique, c'est surtout la volonté artistique de son auteur de s'affranchir du cadre qui marque, l'utilisation du triptyque et d'un montage très nerveux n'en étant que les moyens.
Lors de la fin du tournage du film (août 1926), pour la séquence du départ de l'armée d'Italie, Segundo de Chomón tourna sous la direction d'Abel Gance quelques plans en couleurs avec un appareil équipé du dispositif Keller-Dorian, plans qui ne purent, pour des raisons techniques, être projetés en l'état. Selon d'autres sources, Gance aurait renoncé au recours à la couleur (voire des essais en relief) car le côté spectaculaire des procédés aurait nui à la dramaturgie et à l'esthétique de son film.

### Distribution des rôles
Albert Dieudonné avait interprété le rôle de Napoléon Bonaparte au théâtre en 1913. Le Napoléon d'Abel Gance fit la gloire d'Albert Dieudonné. Son interprétation fut si magistrale que par la suite, on ne lui confia pratiquement plus que le rôle de Napoléon. Il écrivit un livre de politique-fiction en 1938 intitulé Le Tsar Napoléon et fut scénariste. Pour gagner sa vie, il se consacra à faire des conférences sur le Premier Empire. On raconte, mais il ne s'agit sans doute que d'une légende, que son rôle au cinéma le marqua tellement qu'il pensait être la réincarnation de Napoléon Bonaparte. On prétend qu'il surnommait son fils « l'Aiglon », ce qui n'est pas avéré, et qu'il se promenait dans les rues de son village vêtu de l'uniforme de l'empereur (en réalité, ce fut à l'occasion d'une fête locale). Il mourut en 1976. Il demanda en dernière volonté à être enterré dans l'uniforme de l'empereur. D'autres acteurs furent pressentis pour le rôle : Edmond van Daële, Lupu Pick, René Fauchois, Ivan Mosjoukine.

### Tournage
Le tournage, commencé le 15 janvier 1925, (Paris, château de Versailles, Petit Trianon, Grand Trianon, Briançon, Corse), s'arrête le 21 juin, à cause de la faillite d'un des principaux bailleurs de fonds, le financier allemand Hugo Stinnes. Gance passe alors plusieurs mois à tenter de remettre l'affaire à flot et y parvient en faisant reprendre la production par la Société Générale de Films dirigée par Jacques Grinieff. Le tournage reprend de janvier à juin 1926.
450 000 mètres de pellicule furent impressionnés par dix-huit appareils et le montage exigea plus d'un an de travail.
Deux scènes de ce film furent montées en triple écran dont celle, finale, du départ de l'armée d'Italie.

## Exploitation et restaurations successives

### Exploitation initiale à Paris (1927-1928)

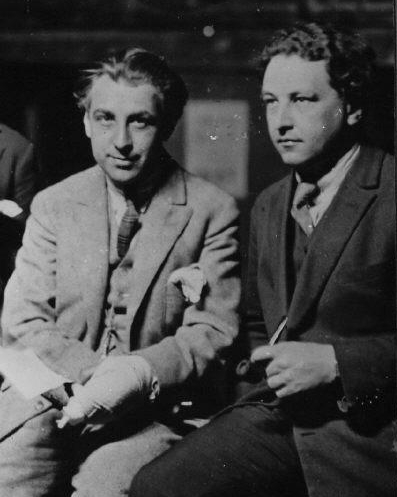
Abel Gance avec Arthur Honegger.

La grande première se tient le 7 avril 1927 à l'Opéra Garnier. On projette un montage de 5 200 mètres avec triptyque final. La partition musicale est d'Arthur Honegger. C'est la version courte, dite « Opéra », qui connaîtra dix représentations.
Les 8/9, et 11/12 mai 1927, deux projections-test sont organisées pour la presse et les distributeurs d'une version longue dite « Apollo », parce que projetée au Théâtre Apollo, métrage de 12 800 m, sans triptyque. Abel Gance par la suite réduira son montage à une durée de 7 heures pour sa "Grande Version" qui sera exploitée à partir de novembre 1927.
Les deux versions sont montées à partir de négatifs distincts, correspondant à des choix artistiques différents.
En novembre 1927, on projette au cinéma Marivaux, en exclusivité parisienne, la version d'avril (avec triptyque et orchestre), exploitée en épisodes. En matinée, on joue « la Jeunesse de Bonaparte », « le Siège de Toulon » et les triptyques de « l'Armée d'Italie », et en soirée les scènes du « Club des Cordeliers », de « la Terreur » et à nouveau les triptyques de « l'Armée d'Italie ».
En février 1928, est présentée au Gaumont-Palace une version mutilée tandis que s'inaugure le 10 de ce mois, non loin de là, le Studio 28 où l'on projette des essais en triptyques réalisés par Abel Gance (Danses, Galops et Marine), ainsi que le documentaire de Jean Arroy, Autour de Napoléon.

### Version de 1935:Napoléon vu et entendu par Abel Gance
Cette version est connue sous les titres de Napoléon Bonaparte et Napoléon, vu et entendu par Abel Gance. Beaucoup pensent qu'il s'agit là d'une simple sonorisation selon les dialogues initialement écrits pour la version muette de 1927, avec des ajouts de quelques scènes. En fait, cette version de 1935 n'est pas simplement le film de 1927 sonorisé, car elle répond à une structure narrative complètement différente.
Le Napoléon de 1927 nous montrait l'histoire « en direct », au temps présent. Napoléon Bonaparte commence dans une veillée d'une auberge de Grenoble, peu avant les Cent Jours, où l'on retrouve des personnages comme Stendhal et son éditeur, ou bien des protagonistes qui ont connu l'épopée napoléonienne et vont l'évoquer devant le spectateur. Ce sont donc les flash-back qui sont constitués d'extraits de la version de 1927. Le film se termine par les habitants de cette auberge sortant acclamer le passage de l'Empereur, revenant de l'île d'Elbe. Puis, par un puissant raccourci, Gance, à travers le personnage d'un grognard, achève son récit en faisant se confondre le visage fatigué de cet homme, après la défaite de Waterloo, avec celui d'un des soldats anonymes sculptés sur la frise de l'Arc de Triomphe.
Seuls quelques comédiens de la version d'origine figurent dans ce nouveau montage (comme Antonin Artaud) — le décès de plusieurs interprètes du Napoléon muet contraignit Abel Gance, selon les cas, à les faire postsynchroniser ou à les remplacer par d'autres acteurs pour les séquences additionnelles tournées fin 1934.
Napoléon Bonaparte sortit le 11 mai 1935 dans la salle parisienne Le Paramount. Gance utilisait pour la première fois son invention mise au point avec le constructeur André Debrie, la « Perspective sonore ». Ce système consistait, au lieu d'avoir une seule source sonore dans la salle (généralement les haut-parleurs placés derrière l'écran), à distribuer les sons au travers d'un réseau de 32 haut-parleurs disséminés dans la salle. Souvent présentée comme l'ancêtre de la stéréophonie, la Perspective sonore voulait en fait dépasser la notion du réalisme et, en variant les provenances des sons, instaurer une véritable dramaturgie sonore.
Napoléon Bonaparte fut restauré en 1988 par Bambi Ballard pour la Cinémathèque française.

### Version de 1971:Bonaparte et la Révolution
Bonaparte et la Révolution, produite par Claude Lelouch avec le soutien d'André Malraux, est fondée sur le métrage de 1935 avec une introduction d'Abel Gance lui-même. Quelques scènes sont ajoutées, de même qu'une narration en voix off de Jean Topart. La durée de la version intégrale est de 4 h 35, et celle de la version pour la télévision de 3 heures,.
Ce film comporte des séquences du film de 1927, de celui de 1935, mais aussi d'Austerlitz (1960) et de Valmy (1967), autres réalisations de Gance ; ce à quoi il faut ajouter des séquences additionnelles tournées spécialement pour le film de 1971.
Cette version est souvent considérée comme très inégale, souffrant des différences de style entre les montages. Au gré des séquences, certains personnages sont tantôt interprétés par les comédiens de la version d'origine, tantôt par ceux des séquences additionnelles ; ainsi, Marat est-il successivement interprété par Antonin Artaud et Henri Virlogeux, et Louis XVI par pas moins de trois acteurs différents.

### Premières restaurations (1953-2000)
Cinq restaurations argentiques de ce film ont été réalisées en un demi-siècle, qui toutes contiennent les triptyques finaux de l'armée d'Italie, mais qui se sont révélées avoir mélangé des éléments des deux versions « Opéra » et « Apollo » ainsi que l'ont montré en 2010 les travaux du réalisateur et chercheur Georges Mourier,.
1. De 1953 à 1959 : par Henri Langlois et Marie Epstein (19 bobines), présentée au festival de Venise en 1953.
2. De 1969 à 1982 : première restauration par Kevin Brownlow, historien anglais du cinéma, avec le BFI (6 630 m soit 4 h 50[28]), présentée au festival de Telluride (Colorado, États-Unis), le 1er septembre 1979.
3. En 1983 : seconde restauration de Kevin Brownlow, toujours avec le BFI, mais avec également cette fois la Cinémathèque française (7 155 m soit 5 h 13), présentée au Havre les 13 et 14 novembre 1982, puis à Paris au Palais des Congrès, les 22, 23, et 24 juillet 1983.
4. En 1991-1992 : restauration par Bambi Ballard[29] avec la Cinémathèque française (7 500 m soit 5 h 28), présentée aux arènes de Nîmes les 17 et 18 juillet 1992, puis sous la Grande Arche de la Défense les 29, 30, et 31 juillet 1992.
5. En 2000 : troisième et dernière restauration par Kevin Brownlow avec réintroduction des teintages et virages (5 h 30 soit 7 542 m) présentée au Royal Festival Hall de Londres en juin 2000.

Ces restaurations successives, présentées en divers points du monde (Paris, Rome, New York, Londres, Telluride, Monte Carlo, etc.) ont toutes rencontré un grand succès.

### Reconstruction et restauration de 2008 à 2024

#### Expertise de Georges Mourier
Entre les versions remontées par Gance à différentes époques, celles recoupées par différents distributeurs, les restaurations et les coupes qu'elles durent parfois subir, la situation patrimoniale du film était devenue des plus confuses. Claude Lelouch et Kevin Brownlow identifiaient dix-neuf versions du film, Francis Ford Coppola vingt-trois versions. C'est pourquoi, en 2008, la Cinémathèque française décide d'arrêter toute exploitation du film et charge le réalisateur et chercheur Georges Mourier d'entreprendre une vaste expertise du fonds « Napoléon » à l'échelle nationale (Cinémathèque française, Archives françaises du film et Cinémathèque de Toulouse), puis internationale, ainsi que de reconstruire et de restaurer numériquement la "Grande Version" originelle issue du négatif « Apollo » seul.
Les premiers résultats de cette expertise sont présentés par Georges Mourier en janvier 2015, lors du festival « Toute la mémoire du Monde », à la Cinémathèque française, en présence de Francis Ford Coppola et de Costa-Gavras. Le lancement de la nouvelle restauration, sous la direction de Georges Mourier, en collaboration avec American Zoetrope et Film Preserve, pour le compte de la Cinémathèque française, y est officiellement annoncé par son directeur général, Serge Toubiana. Les résultats de l'expertise sont à nouveau présentés lors des conférences de Georges Mourier au festival de Telluride (Colorado, États-Unis) en septembre 2015, au San Francisco Silent Film Festival, (California, États-Unis) le 3 juin 2016, et l'inauguration de l'exposition « La Séquence Corse » à la Cinémathèque Corse (4 novembre 2016, Porto-Vecchio),.

#### Édition et projection du film
En novembre 2016, le British Film Institute édite le film en Blu-ray et DVD dans la version de 5h30 établie en 2000 par Kevin Brownlow (3e restauration argentique de Kevin Brownlow),.
Le 7 mars 2018, lors du festival Toute la mémoire du monde à la Cinémathèque française, Georges Mourier donne pour la première fois une projection comparative soulignant les différences artistiques entre les versions « Opéra » et « Apollo ». Cette conférence s'est achevée par la présentation en avant-première mondiale de la première séquence restaurée du Napoléon avec le concours des Laboratoires Eclair : « Les Ombres de la Convention » en version « Apollo »,.
Le 4 septembre 2018, au Marathon Film Festival de Budapest, dans le cadre de la Cinémathèque hongroise, une nouvelle conférence présente les travaux et découvertes effectués depuis 2008 et montre, pour la première fois à l'étranger, la séquence restaurée des « Ombres de la Convention ».
Le 14 mars 2019, à Sofia, lors du festival international du film (SIFF) et en collaboration avec l'institut Français de Bulgarie, une autre conférence, voisine de celle tenue à Budapest (septembre 2018), est donnée avec la projection publique des « Ombres de la Convention », pour la troisième fois au monde.
Le 1er juillet 2019, à la Cinémathèque française, est présentée par Frédéric Bonnaud et Georges Mourier, en avant-première mondiale, la séquence restaurée des « Cordeliers » (« La Marseillaise », 18 min).
Une nouvelle conférence, « Le Napoléon d'Abel Gance : invention d'une restauration », est donnée le 6 décembre 2019, à la Cinémathèque française, par Georges Mourier et des ingénieurs et techniciens des laboratoires Eclair pour exposer le protocole méthodologique et les innovations techniques — dont la colorimétrie — de la restauration toujours en cours. La séquence des « Cordeliers » (« La Marseillaise »), qui avait été présentée à l'état de reconstruction basse définition lors de la conférence du 29 janvier 2015, est projetée entièrement restaurée en fin de conférence.
En 2021, la Cinémathèque française fait état du fait que la société américaine Netflix va devenir mécène de l’organisme et participer financièrement au projet de restauration sous la direction de Georges Mourier. Les montants alloués par Netflix à ce projet n’ont pas été communiqués. Le coût de la restauration est d'un peu plus de quatre millions d'euros.
Le 14 juillet 2021, au festival de Cannes, la Cinémathèque française annonce dans un communiqué de presse que l'illustration musicale sera interprétée et enregistrée par l’Orchestre national de France, l’Orchestre philharmonique, le Chœur et la Maîtrise de Radio France pour les parties chantées. L’enregistrement de cette partition est livré en 2023 et plusieurs ciné-concerts sont prévus. Le film sera distribué par Pathé dans les salles, puis diffusé sur les antennes de France Télévisions lors de plusieurs soirées exceptionnelles.
Le 23 mai 2022, au 75e festival de Cannes, la Cinémathèque française annonce la participation de la HFPA (Hollywood Foreign Press Association, organisatrice des Golden Globe Awards) au financement de la restauration du film, ainsi que son aide à la recherche des fonds nécessaires à son achèvement,.
L'aboutissement de cette restauration, sous la direction de Georges Mourier,, est prévue pour fin 2022 avec une présentation publique en 2024 pour le 220e anniversaire du code civil, soit plus de 14 ans après que lui ont été confiés les débuts de l'expertise.
La première partie restaurée (de Brienne à Toulon) est présentée en ouverture de Cannes Classics au festival de Cannes le 14 mai 2024 en présence de Costa Gavras, Thierry Frémaux, Frédéric Bonnaud, Georges Mourier et Clarisse Gance,. Les deux parties du film (de 3h51 pour la première et de 3h27 pour la deuxième) sortent en salle le 10 juillet suivant.

#### Diffusion à la télévision
Alors que France 5 prévoyait de diffuser, le 8 septembre 2024, Napoléon vu par Abel Gance, dans son intégralité (les deux parties), la chaîne annonce le 30 août ne plus le diffuser à la date prévue, programmation pourtant initialement confirmé le 20 août, évoquant « un problème technique ». Toutefois, l'œuvre inédite à la télévision jusqu'alors est finalement diffusée sur France 5, le 22 novembre 2024 en première et deuxième parties de soirée, soit une durée totale de 7h18, et rassemble 144 000 téléspectateurs en moyenne (1,1 % de part de marché) avec une couverture de 3,6 millions de personnes.

## Accueil
L'historien Alain Pigeard du magazine Historia note que même si le film « a vieilli » comme tous les films muets, il « fait toujours l'admiration des cinéphiles ». Il ajoute par ailleurs que « les uniformes sont corrects; les imperfections étant cachées par le noir et blanc ».
Pour Le Figaro, « Le film est brillant, la performance de Dieudonné également. Et compte tenu de la longueur stupéfiante (et, disons-le, ennuyeuse) de certaines scènes, il est le Napoléon qui reste le plus longtemps à l'écran de toute l'histoire du cinéma ! ».
Aux États-Unis, Napoléon est largement considéré comme l'un des films les plus grands et les plus innovants de l'ère du muet et de tous les temps. L'agrégateur de critiques Rotten Tomatoes rapporte que 88 % des critiques ont donné au film une critique positive, sur la base de 40 critiques, avec une note moyenne de 9,6/10. Le consensus des critiques du site Web se lit comme suit : « Monumental à l'échelle et distingué par une technique innovante, Napoléon est une épopée expressive qui maintient une intimité singulière avec son sujet. »